# Gália

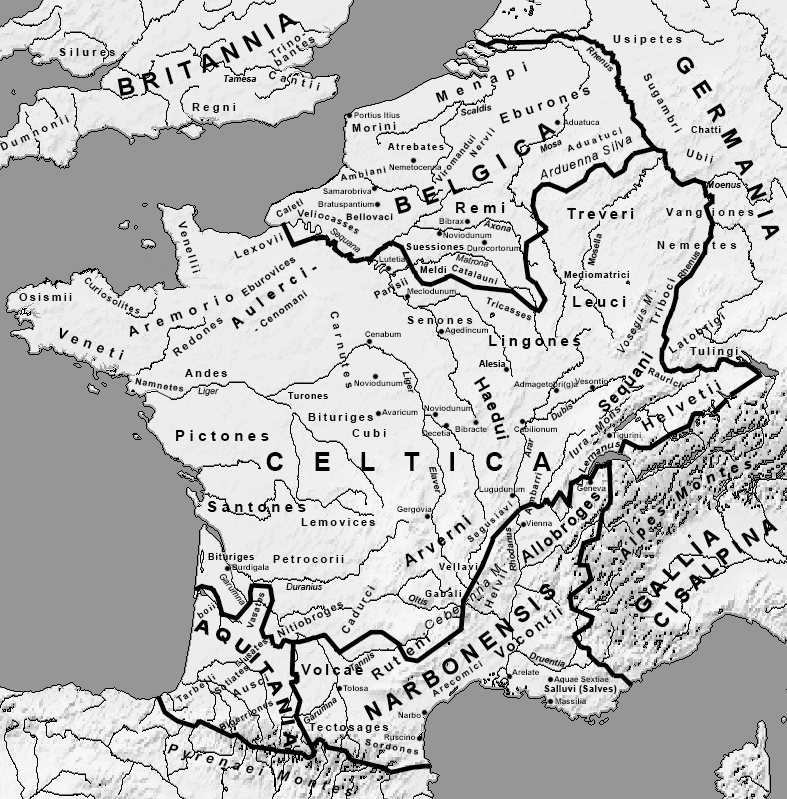
Mapa da Gália em aproximadamente 58 d.C.

Gália (em latim: Gallia) era uma região primeiramente descrita pelos latinos. Era habitada por tribos celtas e aquitanas. A região compreendia as atuais França, Bélgica, Países Baixos, grande parte da Suíça, norte da Itália e Alemanha à oeste do rio Reno, tendo uma área de 494.000 km2. Tornou-se mais conhecida pelo livro escrito por Iulius Caesar (Júlio César) chamado De Bello Gallico, onde narra a campanha militar onde a região acabaria por ser anexada à República Romana.

## Etimologia
O nome de Gallia é mencionado pela primeira vez no Século II a.C. por Marcus Porcius Cato (Pórcio Catão), mas é muito provável que tenha sido empregado antes. No entanto seria com a Guerras da Gália de Júlio César que o termo seria largamente difundido.
Não se sabe ao certo a etimologia do termo latim, homónimo do galo nessa língua, mas pode ser ele mesmo emprestado do céltico. Talvez seja do termo galiã que devia designar a força, termo restituído segundo o velho irlandês gal «fúria guerreira», galês gallud «poder», bretão galloud, idem. Os galli seriam portanto «os fortes» ou «os furiosos».
Somente na época do Renascimento é que o nome latim de Galli seria associado ao seu homónimo gallus (galo), tornando-se assim o emblemático animal da França quando da redescoberta dos antepassados dos Gauleses.

## História
Gália era a palavra de origem celta, usada desde a antiguidade pelos gregos e romanos, relacionada a etnia celta, tanto na Europa Ocidental como em outras regiões, como na Anatólia, onde existia a Galácia onde viveram. As primeiras partes no sul conquistadas pelos romanos foram nomeadas:
- Gália Cisalpina (aquém dos Alpes, relativamente aos romanos), que compreendia a Itália setentrional e foi por muito tempo ocupada por tribos gaulesas;
- Gália Transalpina (além dos Alpes), vasta região (a costa sul da atual França e seu interior), situada entre os Alpes, os Pirenéus, o Atlântico e o Rio Reno.

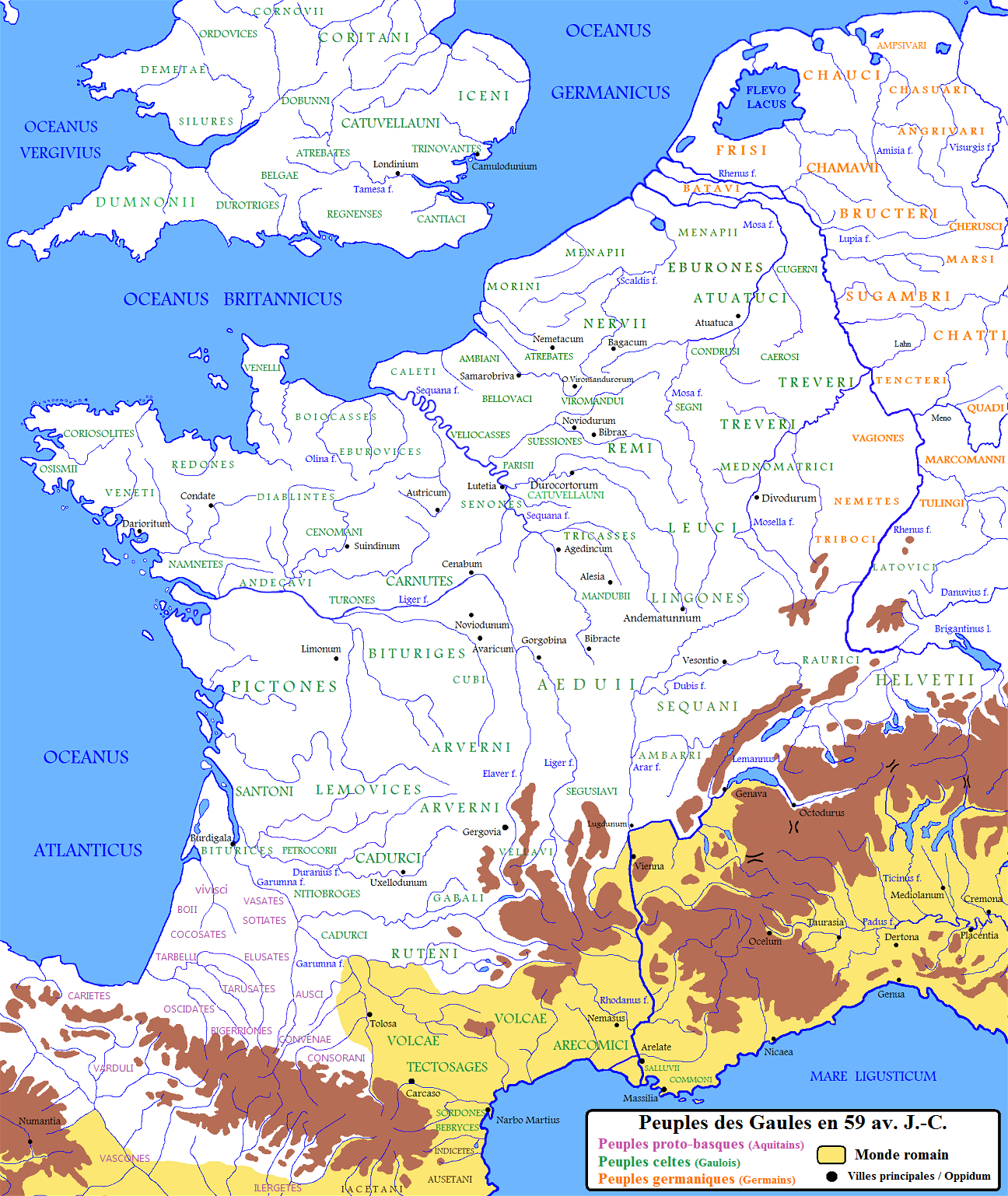
Os diferentes povos gauleses antes da conquista romana

Habitada por grande número de tribos celtas (gaulesas, entre outras), iberos, lígures, armóricos, a Gália Transalpina foi o centro de uma civilização influenciada, desde o século VI a.C., por duas correntes de civilização helênica (Mediterrâneo e Alpes). A Gália tinha forte organização religiosa (assembleia anual dos druidas). Os gauleses dedicavam-se principalmente à agricultura e dividiam as terras por tribos. Nos séculos III e IV a.C., invadiram o norte da Itália.
As lutas civis enfraqueceram-na: em 222 a.C., o território ao sul dos Alpes foi declarado província romana, sob a denominação de Gália Cisalpina; em 125 a.C., os romanos anexaram o corredor do Ródano e o Languedoque. O rio Rubicão fazia parte da fronteira com a própria Itália. A área ao norte do rio Pó era conhecida como Gália Transpadana e ao sul como Gália Cispadana. Do outro lado dos Alpes tinha a Gália Transalpina, ou simplesmente Província (de onde provém a denominação atual Provença) após sua anexação em 121 a.C. Sua capital era Narbo.

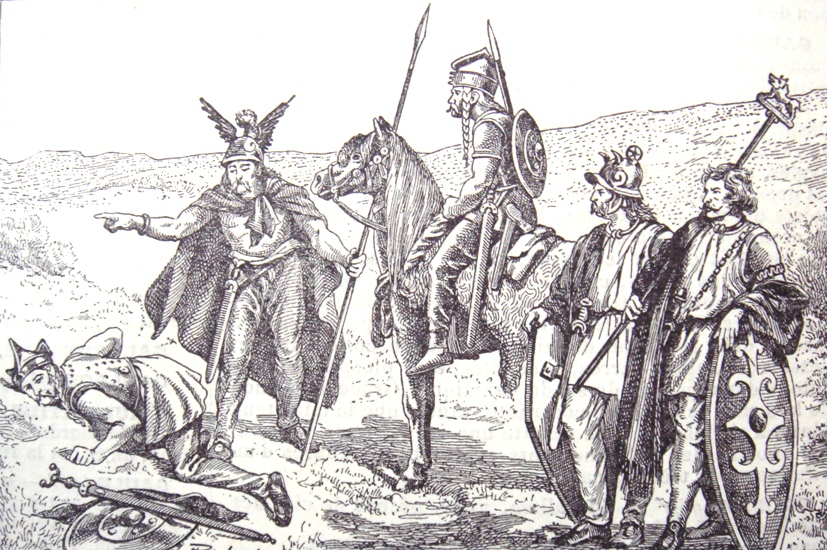
Soldados gauleses

Júlio César recebeu o comando das duas províncias gálicas em 59 a.C.. De 58 a 51 a.C., apoderou-se progressivamente de toda a Gália, apesar da oposição de vários chefes, nomeadamente de Vercingetórix, que, em 52 a.C., após ter promovido uma sublevação geral dos gauleses, se rendeu na Alésia sitiada. César, ao longo das guerras gálicas, expandiu a Gália Transalpina até o Atlântico, o canal da Mancha e o Rio Reno.
A cidadania romana foi estendida à Gália Transpadana por César em 49 a.C. e toda a Gália Cisalpina foi incorporada à Itália por Augusto, deixando com isto de ser província (a Gália Cispadana havia recebido a cidadania romana em 90 a.C.).

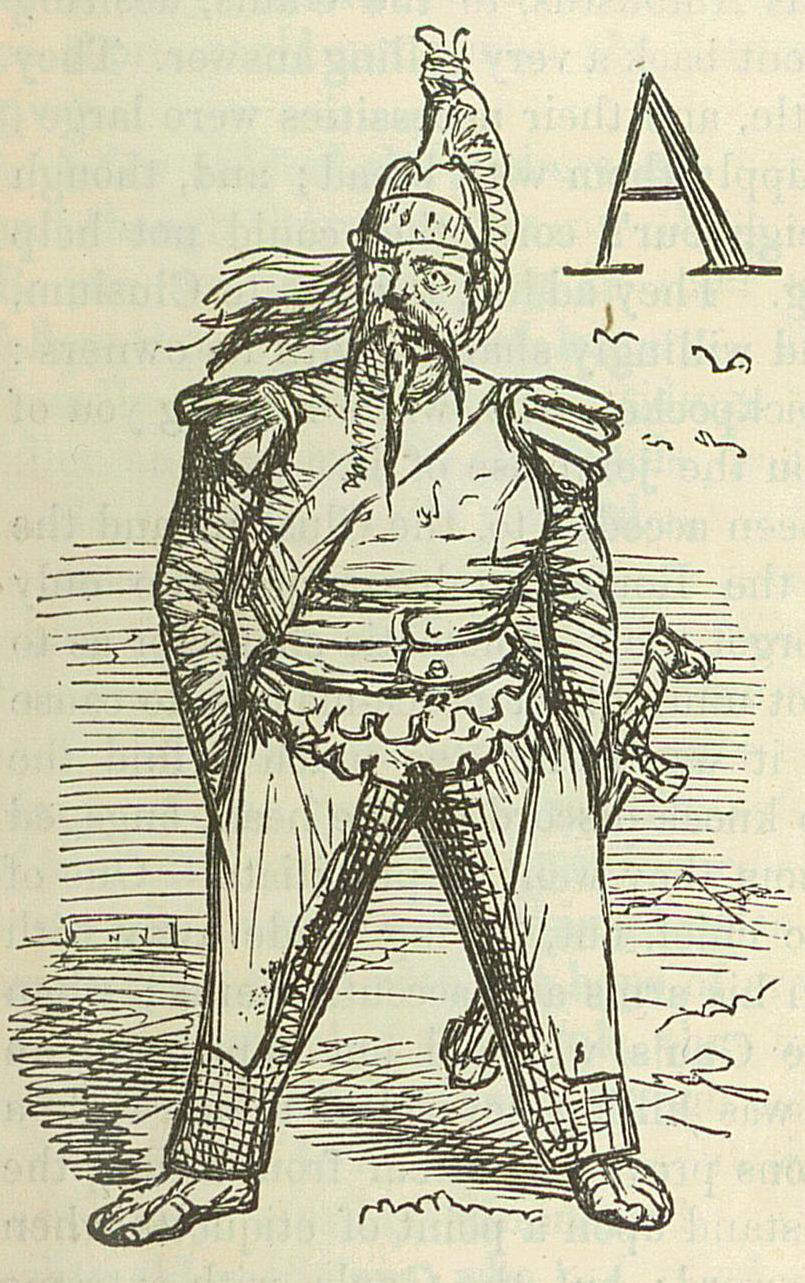
Charge retratando um gaulês.

Augusto, em 27 a.C., dividiu a Gália a norte dos Alpes em Gália Narbonense, que ficou sob o controle do Senado, e Gália Lugdunense ou Lionense (Lugduno, atual Lião), Gália Aquitânia e Gália Belga, que ficou sob sua própria administração. Lugduno era a jurisdição da assembleia provincial das "Três Gálias".
Sob o Império, a Gália desfrutou de uma prosperidade efetiva; contudo, no século I d.C., houve algumas agitações nacionalistas (Cláudio Civil, 69). Os romanos protegeram a região contra as invasões germânicas, desenvolveram aí trabalhos públicos, e grandes cidades foram fundadas: Lugduno, Arles, Tolosa, Bordéus, Lutécia (Paris). Por outro lado, a Gália foi cristianizada. No final do século III, alguns imperadores criaram um "império gálico" semi-independente, que serviu como engodo contra as invasões germânicas. O império ocidental, o império gálico, foi devastado pelos germanos (godos, hunos e vândalos) no século III. O território da Gália fracionou-se quando, no século V, foi invadida pelos visigodos, pelos burgúndios e pelos francos. Só voltou a unir-se sob o reinado do rei franco Clóvis, por volta do ano 500.